# Bartolomé de Ledesma
Bartolomé de Ledesma (1524, Neira - 1604, Oaxaca, Nova Espanya) fou un religiós i teòleg espanyol, a més de catedràtic i escriptor de lliçons de teologia. Fou nomenat bisbe de Panamà el 1580 i posteriorment bisbe de l'aleshores Diòcesi d'Antequera (avui dia Oaxaca) el 1583.